# Nikolay Sedyuk
Nikolay Sedyuk (né le 29 avril 1988 à Gorki) est un athlète russe, spécialiste du lancer du disque.

## Biographie

### Palmarès
| Date | Compétition                   | Lieu    | Résultat | Performance |
| ---- | ----------------------------- | ------- | -------- | ----------- |
| 2006 | Championnats du monde juniors | Pékin   | 4e       | 62,00 m     |
| 2007 | Championnats d'Europe juniors | Hengelo | 1er      | 62,72 m     |
| 2009 | Championnats d'Europe espoirs | Kaunas  | 1er      | 60,80 m     |

### Records
| Épreuve          | Performance | Lieu        | Date          |
| ---------------- | ----------- | ----------- | ------------- |
| Lancer du disque | 64,72 m     | Tcheboksary | 1er juin 2008 |